# El abuelo inmortal

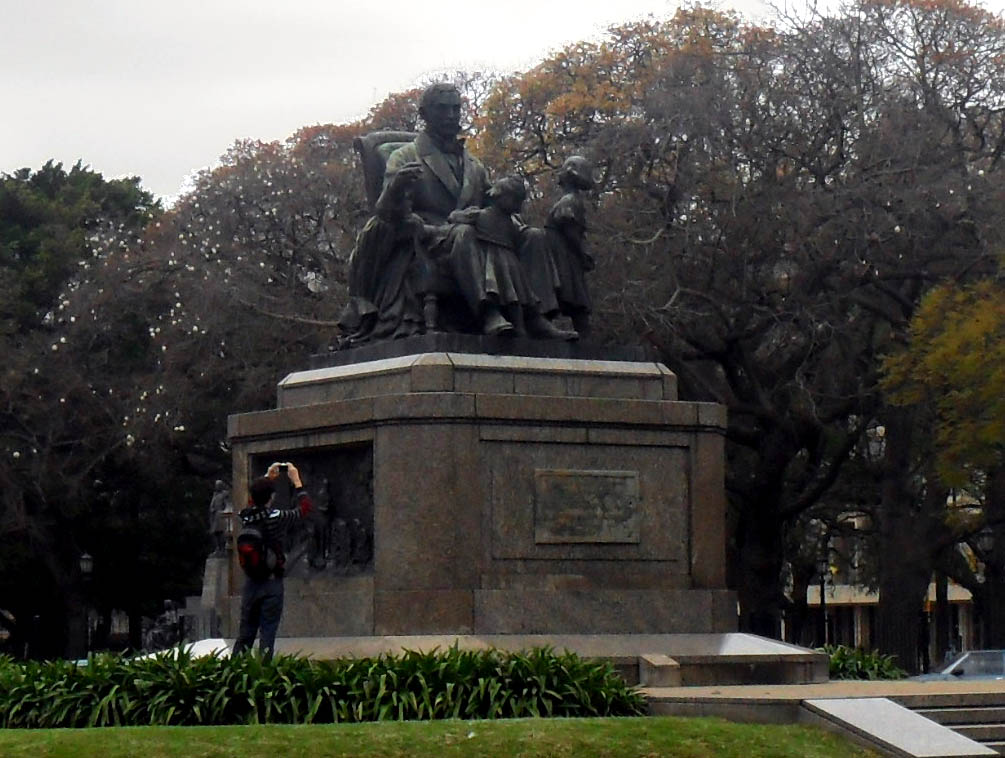
Fotografía del monumento El Abuelo Inmortal

El abuelo inmortal, es un monumento en bronce sobre basamento de granito situado sobre la plaza Grand Bourg, en el barrio de Palermo, Buenos Aires, Argentina, que homenajea la figura del General José de San Martín y lo representa en su ancianidad, junto a sus nietas (María Mercedes y Josefina Dominga) y realizando labores alejadas de su vida como militar.
El autor de la obra es el escultor e ingeniero argentino Ángel Eusebio Ibarra García (1892-1972) y fue inaugurada en 1951, según Ley 13.661 del Gobierno de la Nación Argentina.

## Historia
Inaugurada en 1951 fue realizada por la Ley N° 13.661 del Gobierno de la Nación Argentina, promulgada el 24 de octubre de 1949, que además declaraba al año 1950 como "Año del Libertador General San Martín",

## Descripción
Se encuentra en la Plaza Grand Bourg, delimitada por las calles Mariscal Ramón Castilla, Rufino de Elizalde y Alejandro M.  Aguado. Esta plaza está  estrechamente unida a la memoria de la figura del Libertador General San Martín ya que entre otras razones en 1944 se le dio ese nombre en recuerdo del pueblo donde el General San Martín pasó los últimos 15 años de su vida, y se construyó frente a la plaza una réplica de la casa donde vivió el prócer en Boulogne Sur Mer (actualmente dicha casa alberga el Instituto Nacional Sanmartiniano. Además, a espaldas del monumento, se encuentra la estatua de “Nuestra Señora del Carmen de Cuyo”, patrona y guardiana del Ejército de los Andes.
El motivo principal de la obra es la condición de abuelo de José de San Martín junto a sus dos nietas. Según parece Ibarra García obtuvo la imagen de un  daguerrotipo para realizar el rostro del anciano, aún conservado en el Museo Histórico Nacional (este daguerrotipo se realizó dos años antes de su muerte en París, por pedido de su hija Mercedes). Las manos del General se inspiraron en las de un amigo del escultor, el músico Pedro Ubertone. En cambio, las figuras de las nietas nacen de las imágenes de Susana de Tezanos Pintos y Lucía Arocena, dos niñas que vivían cerca de su casa.
La escultura, de unos 2,50 m, lo muestra sentado, en patriarcal coloquio con sus nietas. Se encuentra sobre un basamento de granito lustrado, de 3 metros de altura y 4 m de ancho, que envuelve en su interior tierra de Chile y Perú, en recuerdo de los países liberados. Este basamento posee en tres de sus caras sendos bajorrelieves en bronce, que tienen como figuras centrales a San Martín y sus dos nietas:
- San Martín limpiando sus armas
- En la ribera del Sena
- San Martín cultivando sus dalias

En ellos se intenta desacralizar la figura del general, siendo el primer monumento que no lo exhibe como el militar, si no de una manera más humana, en la última parte de su vida, dedicado a su jardín o paseando por el río Sena.
Placas e inscripciones
En el frente tiene la firma de su autor, Ángel Eusebio Ibarra García.
En la placa central se lee:

Homenaje de la Nación Argentina al Capitán General don José de San Martín en el centenario de su fallecimiento.
1850-17 de agosto-1950

En otra placa más pequeña: El abuelo inmortal / Ing. A.I.García / Argentino.